# 羽状猫蛛
羽状猫蛛（学名：Oxyopes pennatus）为猫蛛科猫蛛属的动物。在中国大陆，分布于甘肃等地。该物种的模式产地在甘肃。